# Prugovo
Prugovo falu Horvátországban Split-Dalmácia megyében. Közigazgatásilag Klisszához tartozik.

## Fekvése
Splittől légvonalban 14, közúton 23 km-re északra, községközpontjától légvonalban 8, közúton 11 km-re északnyugatra, a Kozjak hegységtől északkeletre , a Dalmát Zagora területén fekszik.

## Története
Prugovót 1379-ben a klisszai váruradalom falvainak összeírásában említik először. A középkorban a klisszai, vagy a zminai plébániához tartozott, ezekben a legrégibb időkben még keveset lehet róla tudni. A török 1516-ban foglalta el a települést és egészen 1685-ig török kézen maradt. Ezt követően a sinji ferences atyák a török megszállás alatt álló Boszniából és Hercegovinából hozott új keresztény lakossággal telepítették be. Plébániáját 1690-ben alapították. Szolgálatát is a ferencesek látták el a közeli Konjsko és Gizdavac plébániáinak híveivel együtt. 1797-ben a Velencei Köztársaság megszűnésével a település a Habsburg Birodalom része lett. 1806-ban Napóleon csapatai foglalták el és 1813-ig francia uralom alatt állt. Napóleon bukása után ismét Habsburg uralom következett, mely az első világháború végéig tartott. A településnek 1857-ben 575, 1910-ben 816 lakosa volt. Az I. világháború után rövid ideig az Olasz Királyság, ezután a Szerb-Horvát-Szlovén Királyság, majd Jugoszlávia része lett. A második világháború idején olasz csapatok szállták meg. 1991-ben lakosságának 81 százaléka horvát, 16 százaléka szerb nemzetiségű volt. A háború után a szocialista Jugoszlávia része lett. Lakossága 2011-ben 555 fő volt.

## Lakosság
| Lakosság változása | Lakosság változása | Lakosság változása | Lakosság változása | Lakosság változása | Lakosság változása | Lakosság változása | Lakosság változása | Lakosság változása | Lakosság változása | Lakosság változása | Lakosság változása | Lakosság változása | Lakosság változása | Lakosság változása | Lakosság változása |
| ------------------ | ------------------ | ------------------ | ------------------ | ------------------ | ------------------ | ------------------ | ------------------ | ------------------ | ------------------ | ------------------ | ------------------ | ------------------ | ------------------ | ------------------ | ------------------ |
| 1857               | 1869               | 1880               | 1890               | 1900               | 1910               | 1921               | 1931               | 1948               | 1953               | 1961               | 1971               | 1981               | 1991               | 2001               | 2011               |
| 575                | 596                | 638                | 710                | 799                | 816                | 816                | 821                | 796                | 793                | 725                | 669                | 474                | 434                | 472                | 555                |

## Nevezetességei
- Páduai Szent Antal tiszteletére szentelt új plébániatemploma 1876 és 1880 között épült a Klisszából Muć felé vezető út mentén, a temető közelében. Kőből építették neoromán elemekkel. Bejárata felett tympanon, felette három félköríves záródású ablak, majd óra, oromzatán pedig kereszt látható. Ötszög alaprajzú apszisa és kőből épített harangtornya van gúla alakú toronysisakkal. A sekrestye a főoltár mögött található. A főoltár a szentségtartóval márványból készült, Szent Jeromos és Szent Miklós szobrai díszítik. A diadalívnél levő falfülkékben Szűz Mária és Szent Antal szobrai láthatók. A középső rész bal oldalán áll a márvány Szent Antal oltár Andrija Jakelićnak a szentről festett képével. A jobb oldalon álló Szűz Mária oltár képét ugyanő festette. A diadalív feletti falfelületen két jelenet látható, melyek Krisztus születését és halálát ábrázolják, Petar Jakelić alkotásai. A mennyezetképet Ljubomir Bašić festette 1935-ben Szent Antal és a négy evangélista alakjával. Valamennyi említett művész prugovói. A templomban egy régi fakereszt és egy érdekes tartagliai keresztút található. Az épületet többször is megújították, nemrég új kórust is kapott. 2000-ben fejezték be a harangtorony rekonstrukcióját. A templomkertben 1974-ben építették fel a keresztút kápolnáját. A nyugati mellékbejárattal szemben 1978-ban egy baldachinnal fedett oltárt építettek. 1994-ben készítették el a Petar Jakelić szobrászművész emlékművét a Horvátország szabadságáért elesett hősök emlékére, ezt 2006-ban a templomkertből a temetőbe helyezték át. Az út másik oldalán található a temető benne kereszttel és a bejárata mellett két kápolnával, melyeket Szent Antal és Szent Miklós tiszteletére szenteltek.[2]
- A régi Szent Antal plébániatemplom a mai temetőben áll. 1709-ben építették, de miután felépült az új plébániatemplom 1881-ben temetőkápolnává alakították át.[2]